# Каппа (міфологія)

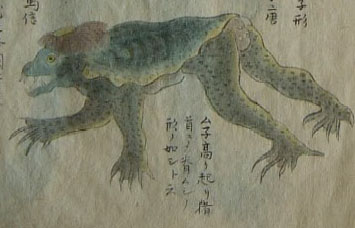
Зображення каппи, якого ніби спіймали сітями на східному узбережжі Міто-хану 1801 року (малюнок 1836 року).

Ка́ппа (яп. 河童, かっぱ «річкове дитя»), каватаро (яп. 川太郎, かわたろう, «річковий Таро») або кавако (яп. 川子) — у народних японських віруваннях і фольклорі річкове чудовисько. Інколи вважається різновидом річкових синтоїстських божеств суйдзін, японського аналога водяника. Разом із оні й тенґу є одним з найвідоміших японських чудовиськ.

## Образ і заняття

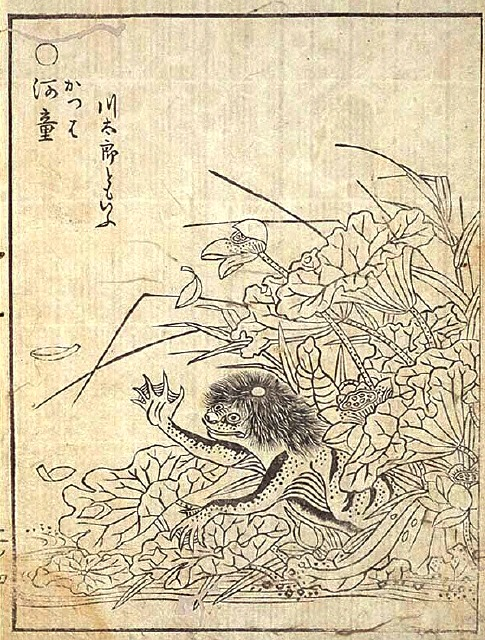
Черепахоподібний каппа (Торіяма Секіен, XVIII століття).

Іконографія каппи поділяється на два види: черепахо- і мавпоподібний. Загалом каппа нагадує дитину з довгим носом і круглими очима, на спині має черепаховий панцир, руки й ноги з перетинками між пальцями; пахне рибою. На маківці є оточене волоссям заглиблення «сара», де міститься вода; якщо вона висихає чи виливається, то каппа втрачає сили або помирає. Тому, коли істота виходить на сушу, вона накриває голову залізною шапкою. Згідно з «Вакан сансай дзуе», руки каппи можуть переставлятися з одного боку тіла на інший. Буває покритий лускою, забарвлення жовто-зелене, часом вважається, що каппа може змінювати колір шкіри.
Каппа піджидає свою жертву, сидячи під водою. Істота хапає коня чи корову, що приходять на водопій, а тоді кусає в зад, щоб випити всю кров. Каппа виходить на сушу, щоб знайти улюблені ласощі — огірки та дині, іноді баклажани, собу, натто та гарбузи. Також, каппа полює на людей — викрадає дітей, ґвалтує жінок, може видерти нутрощі. Японці вірили, що в людини є орган «гузнова куля» (шірікодама), витягнувши яку через анальний отвір, каппа заразом витягує всі нутрощі. Цю кулю каппа з'їдає разом з людською печінкою або підносить королю-дракону, володарю водної стихії, як податок.
За повір'ям, якщо дати каппі огірок з написаним на ній прізвищем, то якийсь час чудовисько не зачепить нікого з родини. В багатьох місцевостях Японії вважали, що якщо з'їсти огірок перед тим, як зайти у воду, то каппа не зможе нашкодити. Але зі іншими уявленнями, це навпаки приманить чудовисько. Істоту мали відлякувати також залізо, сезам та імбир, гучні звуки, такі як постріли з рушниці. Також, вірили, що каппа дуже ввічливий, тому якщо вклонитися йому, каппа вклониться у відповідь. Тоді вода з його маківки виллється і потвора стане безсилою.
Водночас каппа — вмілий костоправ і знахар, сильний борець, і може навчити людину, якщо та зуміє здолати каппу. Інакше істота здатна викликати людину на двобій, влаштувати випробування чи змагання, а в бою каппа дуже сильний. Якщо каппа втратить свій запас води в маківці і людина його поповнить, то каппа служитиме їй все життя. Крім того, руки каппи легко відриваються і за їх повернення чудовисько виконає бажання чи поділиться таємницями. В багатьох переказах каппа намагається вкрасти коня, але перебуваючи на суші, виявляється заслабкий. Тоді люди беруть з істоти обіцянку ніколи більше не зазіхати на худобу. Каппу можна перехитрити; так, в одній історії фермер обіцяє віддати дочку заміж за каппу в обмін на постійне поливання ділянки. Дівчина обіцяє вийти заміж, якщо каппа зуміє потопити кілька гарбузів. Чудовисько не змогло справитись із завданням, бо гарбузи постійно спливали, і мусило здатися. Вважалося, що каппа може і безкорисливо поливати ділянки чи приносити рибу, і це є ознакою великої удачі для родини.

## Трактування образу

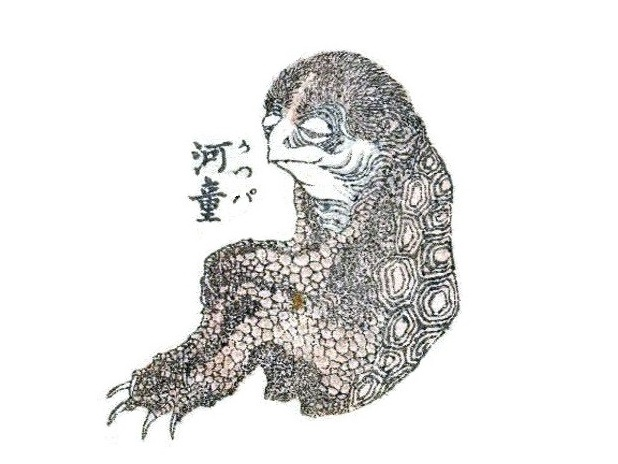
Каппа (Кацусіка Хокусай, XVIII століття)

Найчастіше в каппі вбачається образ кава-но-камі (川の神) — річкового камі, вперше згаданого і «Ніхон Сьокі» близько 720 р. Хоча істота відома в фольклорі досить давно, найраніші зображення каппи датуються 1712 р. у «Вакан сансай дзуе». Популярність каппи припадає на XIX ст. Інший можливий прототип каппи — істота кавазару (川 猿 |かわざる, букв. річкова мавпа), що нібито жила в префектурі Хіросіма, мала силу 100 чоловіків, а її могутність полягала в блюдці з водою на голові. Припускається, що каппа — це спотворене санскритське «капі» (мавпа). В Індії та на Шрі-Ланці з III ст. відома легенда про мавп, яких поїдає водяний демон, але цар мавп долає його з допомогою бамбука. На формування образу каппи могла вплинути легенда, пізніше оброблена в китайському романі «Подорож на Захід». Один з її персонажів, покаяний водяний демон Ша Вудзін, міг стати прообразом каппи.
Інша версія стверджує, що каппи — це втоплені немовлята, яких убивали бідняки, бувши не в змозі прогодувати дітей. Або каппа — це первісно дух-охоронець коней. Блюдце з водою на маківці каппи — можливо відгомін зачіски португальських монахів, які почали відвідувати Японію в XVI ст. Також, можливий зв'язок з буддизмом, а саме притчею про мавп, які намагалися спіймати місяць, ловлячи його відображення у воді.

## Каппа в японській мові

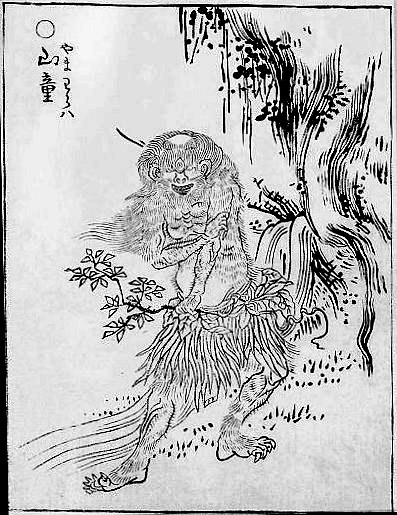
Мавпоподібний каппа (Торіяма Секіен, XVIII століття).

### У назвах
В японській мові слово «каппа» може позначати різні поняття, але їхня семантика пов'язана з міфічним японським водяником. У спорті «каппами» називають вправних плавців, через асоціацію з річковим чудовиськом, а в кулінарії, зокрема японських ресторанах, — огірки або суші з огірковим начинням, оскільки цей овоч є улюбленою стравою міфічного каппи.
Крім цього «каппою» також називали різновид дитячої зачіски в Японії XVII — XIX століття, схожий на зачіску водяного чудовиська, в якій передня частина волосся спускалася на лоб, а волосся з боків і ззаду обрізалося на висоті шиї. У сучасній японській мові цей термін перетворився в «о-каппа», яким позначають зачіску каре.

### Приказки і прислів'я
- 河童の川流れ (каппа но кава-наґаре) — «каппу теж вода зносить»: Каппа вважається майстром у плаванні, але навіть він робить промахи і буває інколи неспроможний подолати силу течії. Суть приказки полягає в тому, що якою би сильною чи вправною в чомусь людина не була, вона не застрахована від помилок і неприємностей.

- 屁の河童 (хе но каппа) — «пукаючий каппа», «…як каппі пукнуть»: Одна з характерних рис каппи — випускання газів з 3-х анальних отворів. Вислів вживається для означення роботи, виконання якої не потребує великих зусиль.

- 陸へ上がった河童 (ока е аґатта каппа) — «каппа на суші», «…як каппа на суходолі»: Каппа найкраще проявляє здібності у своєму природному середовищі — воді. Але коли він виходить на сушу, то зразу ж слабшає. Суть виразу полагає в тому, що навіть сильні і здібні люди у випадку зміни середовища стають безсилими[11].

## В сучасній культурі
В 1927 році Акутаґава Рюносуке опублікував оповідання «Каппа» (в українському перекладі — «У країні водяників»), в якому узагальнив образ істоти, що побутував за доби Едо до початку XX ст., додавши каппам деталей сучасного життя. В 1950-ті — 1960-ті роки, коли виросли діти, які виросли на описах Акутаґави та зображення художника Оґави Усена, образ каппи став слідували традиціям фольклоризму. В популярній міській уяві каппа став доброзичливим, популярним персонажем мультфільмів та темою для сувенірів. До 1960-х років навколо Токіо розвинулася «каппа-манія». До середини 1970-х фольклористичний варіант каппи — під виглядом мультиплікаційних героїв, зображень на карикатурах і сувенірах — проник і в сільську місцевість.
Далі каппа став насамперед комерційною іконою як у регіональному, так і в національному масштабі. Каппа став принадою для туристів, які шукають «ностальгічного підтвердження культурного ландшафту».